# Jarosława Bieda

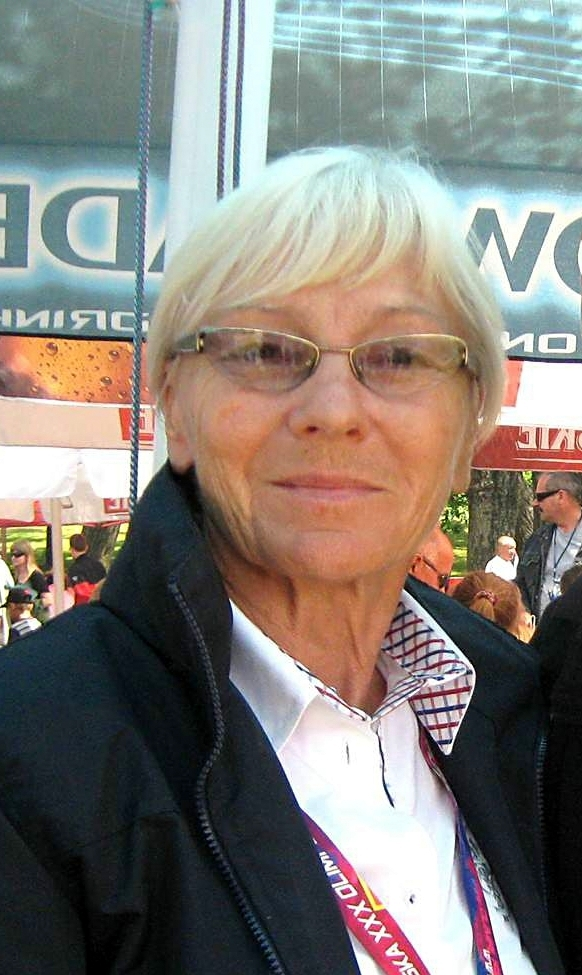
Jarosława Bieda 2013

Jarosława Bieda (bis 1960 Jóźwiakowska; * 20. Januar 1937 in Posen) ist eine ehemalige polnische Hochspringerin.
1959 gewann sie Bronze bei der Universiade. Bei den Olympischen Spielen 1960 in Rom gewann sie mit 1,71 m die Silbermedaille gemeinsam mit der Britin Dorothy Shirley hinter der Rumänin Iolanda Balaș (1,85 m).
Einem siebten Platz bei den Europameisterschaften 1962 in Belgrad und einem zehnten bei den Olympischen Spielen 1964 in Tokio folgte 1966 die Bronzemedaille bei den Europameisterschaften in Budapest.
Insgesamt wurde sie achtmal nationale Meisterin (1957, 1959–1962, 1964–1966). Ihre persönliche Bestleistung von 1,75 m stellte sie am 16. Juli 1964 in Warschau auf.